# 1905 en droit
Cet article présente les faits marquants de l'année 1905 en droit.

## Événements

### Décembre
- 9 décembre, France : adoption de la loi de séparation des Églises et de l'État (sur la laïcité)[1]